# Сибирячихинский сельсовет
Сибирячихинский сельсовет — муниципальное образование со статусом сельского поселения и административно-территориальное образование в Солонешенском районе Алтайского края России. Административный центр — село Сибирячиха.

## Демография
По результатам Всероссийской переписи населения 2010 года, численность населения муниципального образования составила 970 человек, в том числе 461 мужчина и 509 женщин. Оценка Росстата на 1 января 2012 года — 915 человек.

## Населённые пункты
В состав сельского поселения входит 5 населённых пунктов:
- село Александровка,
- посёлок Ануйский,
- посёлок Партизанский,
- посёлок Садовый,
- село Сибирячиха.